# 중앙아메리카인
중앙아메리카인은 과테말라, 온두라스, 벨리즈, 엘살바도르, 니카라과, 코스타리카, 파나마등지의 주요 민족이다.

## 특징
중앙아메리카인은 메스티소나 물라토, 흑인, 백인등으로 구성되어 있다.

## 거주국가
주로 과테말라, 온두라스, 벨리즈, 엘살바도르, 니카라과, 코스타리카, 파나마 등지에 거주한다.

## 카리브 제도인과 차이점
카리브 제도인은 서인도 제도에 있는 나라에 거주하는 주민을 말하지만,
중앙아메리카인은 멕시코와 콜롬비아 사이에 붙어 있는 육로 같은 영토에 대부분 거주한다.

## 문화
언어는 대부분 스페인어를 사용하지만, 토착 언어나 영어를 사용하는 주민도 있다.
종교는 대부분 로마 가톨릭이다.

## 같이 보기
- 과테말라인
- 온두라스인
- 엘살바도르인
- 니카라과인
- 코스타리카인
- 파나마인
- 벨리즈인
- 멕시코인
- 카리브 제도인